# Podlesí (Holice)

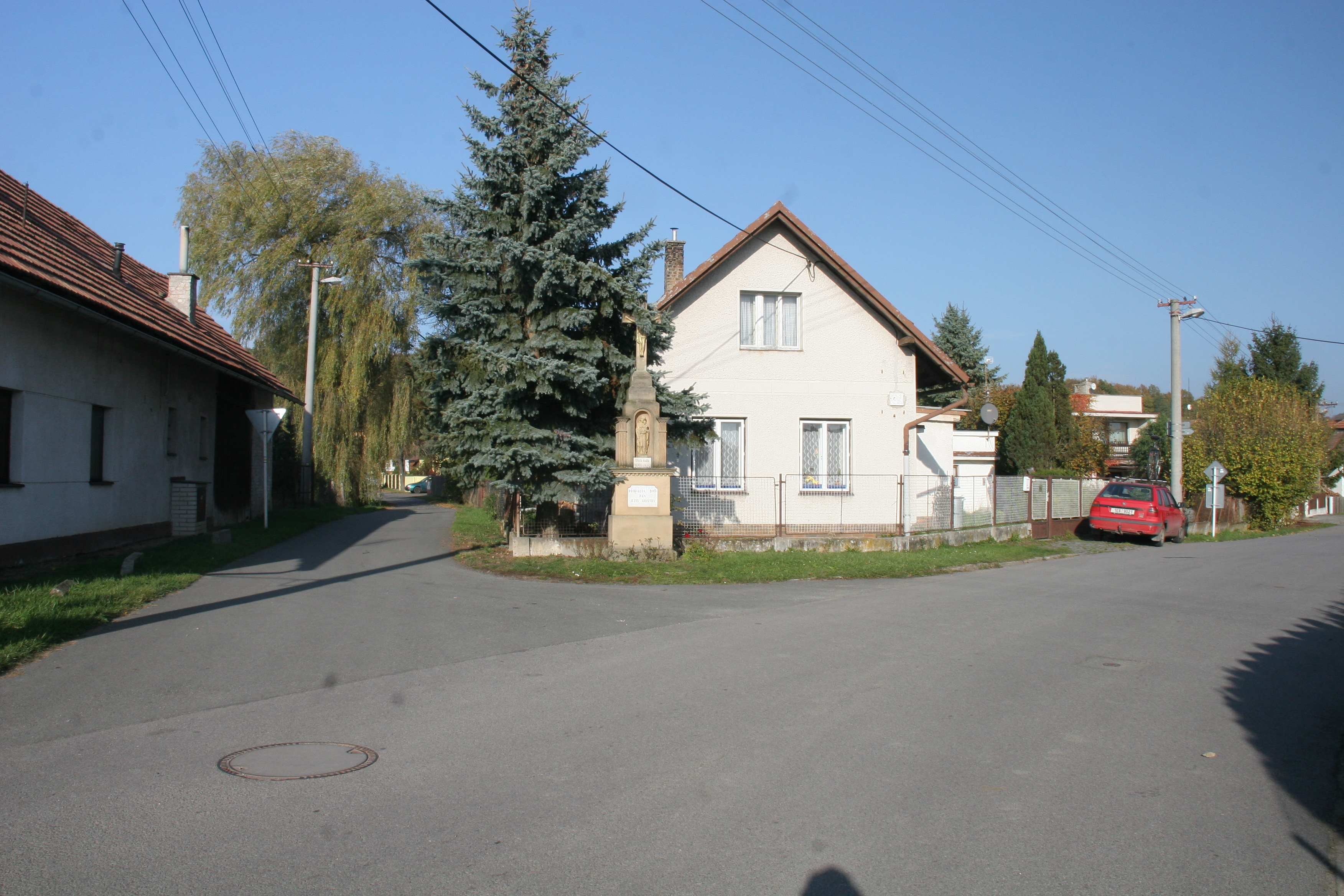
Steinernes Kreuz

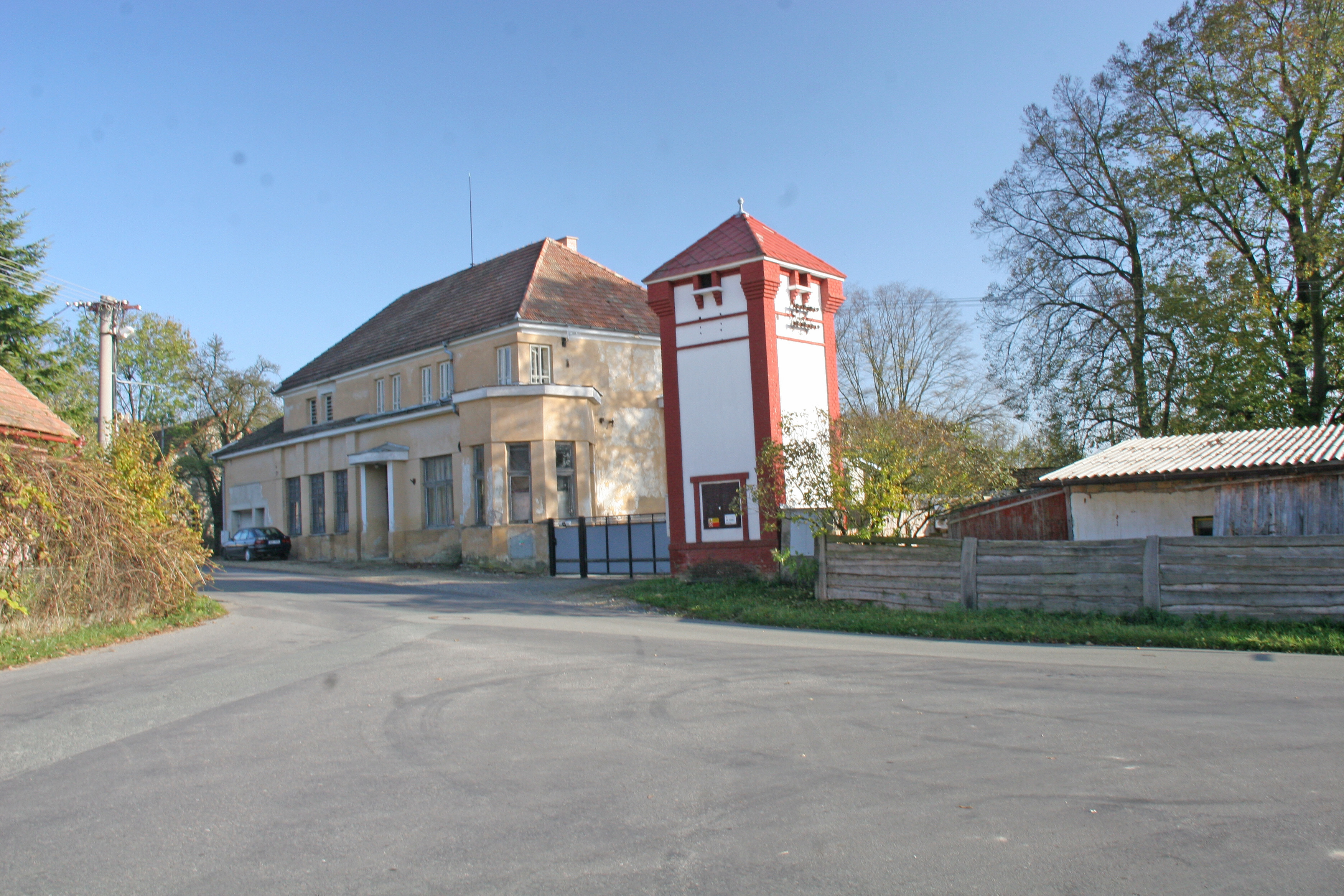
Trafoturm

Podlesí (deutsch Podlesy, auch Podles) ist ein Ortsteil der Stadt Holice in Tschechien. Er liegt zwei Kilometer nördlich von Holice und gehört zum Okres Pardubice.

## Geographie
Podlesí befindet sich am Bach Poběžovický potok auf der Třebechovická tabule (Hohenbrucker Tafel). Gegen Norden erstreckt sich ein ausgedehntes Waldgebiet. Östlich erhebt sich der Kamenec (328 m n.m.), im Südosten die Homole (264 m n.m.). Nordwestlich liegen am Hluboký potok die Teiche Hluboký rybník und Blažek. Westlich des Dorfes verläuft die Staatsstraße I/35/E 442 zwischen Hradec Králové und Holice.
Nachbarorte sind Vysoké Chvojno im Norden, Poběžovice u Holic im Nordosten, Kamenec im Osten, Staré Holice im Südosten, Pod Homolí und Holice im Süden, Podhráz und Horní Ředice im Südwesten, Drahoš im Westen sowie Hluboký und Chvojenec im Nordwesten.

## Geschichte
Die Siedlung Podlesy wurde in der Mitte des 19. Jahrhunderts angelegt. Die erste schriftliche Erwähnung des Ortes erfolgte im Jahre 1854 als Ortsteil der Stadt Holice im Gerichtsbezirk Holitz. Ab 1868 gehörte die Ansiedlung zum politischen Bezirk Pardubitz. 
1869 hatte Podlesy bereits 158 Einwohner und bestand aus 35 Häusern. Im Jahre 1900 lebten in Podlesy 228 Menschen, 1910 waren es 322. Der Ortsname wurde 1924 in Podlesí geändert. 1930 hatte die Ortschaft 377 Einwohner. Im Jahre 1949 wurde Podlesí dem Okres Holice zugeordnet, seit 1960 gehört der Ort wieder zum Okres Pardubice. Beim Zensus von 2001 lebten in den 85 Häusern von Podlesí 202 Personen. 

## Gemeindegliederung
Der Ortsteil Podlesí besteht aus den Grundsiedlungseinheiten Pod Homolí und Podlesí-Kamenec. Zu Podlesí gehört zudem die Ferienhaussiedlung Hluboký.
Podlesí ist Teil des Katastralbezirkes Holice v Čechách.

## Sehenswürdigkeiten
- Steinernes Kreuz
- Erholungsgebiet Hluboký rybník mit Campingplatz und Ferienhaussiedlung Hluboký